# Xã Washington, Quận Osage, Missouri
Xã Washington (tiếng Anh: Washington Township) là một xã thuộc quận Osage, tiểu bang Missouri, Hoa Kỳ. Năm 2010, dân số của xã này là 3.434 người.